# ウクライナの生物兵器陰謀論
ウクライナの生物兵器陰謀論は、2022年3月のロシアのウクライナ侵攻中、ロシア当局者がウクライナの公衆衛生施設は恐らく生物兵器を開発している「米国が資金提供する秘密の生物研究所」であると証拠もなく主張したことで浮上した（複数のメディア、科学グループおよび国際機関から偽情報だと暴かれた）陰謀論。中国政府もこの陰謀論に同調した。Qアノンもこの主張を広めていき、米国の極右グループの間で支持を得た。
ロシア国内外のロシア人科学者たちは、ウクライナの秘密の「生物兵器研究所」の証拠についてロシア政府が嘘をついていると公に非難しており、ロシア国防省が提示した文書は、公衆衛生研究のために収集された病原体を説明していると述べている。この「生物兵器研究所」という主張に対し、米国、ウクライナ、国連および原子力科学者会報も反論している。

## ロシア政府の告発と陰謀論の拡散

### ロシアと中国の当局者と国営メディア
ロシアと中国の当局者は、この陰謀論を後押しする試みとしての非難を行っている。ロシアの陰謀論支持者には、セルゲイ・ラブロフ外相、政権与党「統一ロシア」代表のドミトリー・メドベージェフ、サラエボのロシア大使館の公式ツイッターアカウント、ロシア国営メディアのスプートニクとタス通信が含まれる。中国外務省は、ウクライナの「国内外での生物学的軍事活動」の「完全な説明」を求めた。 
3月11日、ロシアは国連でこの疑惑について議論する安保理会合を要請し、ロイターはこのロシアの行動を未証明の疑惑を証拠なしに再主張する試みであると評した。この会合で、国連はウクライナの生物兵器開発プログラムが進められていることは認識していないとし、米国がウクライナの生物兵器開発に関与しているというロシアの主張を否定した。米国連大使は、ロシアがウクライナで生物または化学兵器を使用する下地を整えるための「偽旗作戦」の可能性を米政府が深刻に懸念していると語った。
2022年7月、2人のロシア国家院（下院）議員は、生物研究所委員会の調査により、ウクライナが同国の兵士に「人間の意識の最後の痕跡を完全に無くし、最も残忍で致命的な怪物に変える」薬物を投与したことが判明したとし、「残忍な殺人マシーンの作成と制御のためのこのシステムは、米国の管理下で実施された」という証拠であると発表した。

#### 米国およびロシア連邦の公式の質問
2022年6月、ロシア連邦は、国営メディアで独自の説明を行った後、生物兵器禁止条約（BWC）の第5条に基づいて米国に公式の質問を提出した。2022年8月に公開された米国の回答は、ロシアが数多くの「誤った特徴づけ」をしていると非難している。米国はまた、ロシアから送られた文書には実際の質問はなく、「不特定の悪意をほのめかす」ことが（全体的な）目的の一連の「主張」を含んでいたと主張している。米国はまた、ロシアによる特定の告発に対して次のように答えた: 
- ウクライナの研究所は、人獣共通感染症などの新たな潜在的脅威の分野で署名国間の共同研究を促進するBWCに従い、法的根拠に基づき設立された。米国は、1992年から21年間、ウクライナやその他の国々とまったく同じようにロシア自体と共同研究を行ってきたと指摘した。この米ロ共同研究プログラムは、2005年にロシアによって終了した。
- ロシアは、ウクライナが不適切に「すべての株と疾病監視データを米国に送っている」とほのめかした。米国は、サンプルの移送はあらゆる分野におけるあらゆる科学的協力の典型的な部分であるため、これは誤った特徴づけであると主張した。サンプルの交換は自発的なものであり、ロシアが示唆したようなすべての結果を転送する一括注文ではなく、研究目的で米国側から明示的に要求されたサンプルに適用された。
- 米国はまた、ロシアが公開した文書は「事実上判読不能」だったと主張している。米国は読み取り可能なコピーの提供を要求したが、無視され、後にロシアは、正当な文書に対して「米国は応答しなかった」と主張した。
- ロシアは、ウクライナと米国が「秘密裏に」協力協定を結んでいると非難したが、ロシア自体は、ウクライナと米国の研究ウェブサイトが表立って公開している情報に頼っていた。共同研究プログラムで生み出された数十の科学論文は、科学雑誌で閲覧可能になっており、公式のBWCレポートにも論文の要約が掲載されている。
- ロシアは、ウクライナのオデッサにあるメチニコフ防疫科学研究所で研究された特定の病原体のリストは、「現在のウクライナの健康問題に合っていない」と主張した。米国は、この主張はウクライナの現在の健康問題の範囲についての無知を露呈していると答えた（例えば、炭疽菌とコレラの症例はウクライナの風土病であり、後者の大流行が「ロシア連邦によって引き起こされた戦争の結果として発生する可能性がある」など）[27]。

### オンライン陰謀論者
2022年3月、CNN、フランス 24およびフォーリン・ポリシーは、Qアノンの推進者が米国が資金提供するウクライナの研究所に関する陰謀論を作り出したロシアの偽情報をおうむ返しに繰り返していると報じた。ロシアの国営メディアは、「秘密の米国生物研究所」が兵器を作成していると虚偽の主張を行ったが、米国、ウクライナ、および国連から反論された。実際には、ウクライナ保健省と米国防総省は、2005年に生物兵器の開発に使用される可能性のある技術と病原体の拡散防止の協定に署名した。ソ連の生物兵器計画の残骸を確保して解体するために新しい研究所が設立され、それ以来、新たな疫病の監視と防止に使用されてきた。研究所は秘密ではなく存在が公表されており、米国ではなくウクライナなどのホスト国が所有し、運営を行っている。米国大使館のリストにあるウクライナ所有の脅威削減研究所も、研究者を国際科学会議に派遣し、その成果を公表している。陰謀論の解釈では、Qアノンの支持者は、ウクライナの「軍事」研究所を破壊するためのプーチンとトランプによる努力として、ウクライナ侵攻を正当化すると主張している。InfoWarsも陰謀論を支持しており、次のような見出しを付けている：「ウクライナにある米国運営の生物研究所を標的にしたロシアの攻撃？（Russian Strikes Targeting US-Run Bio-Labs in Ukraine?）」。
Zignal Labsは、英語のインフルエンサーが最初にこの論点を詳しく説明し、その後、ロシアのプロパガンダによって広まり、3月6日以降、「生物研究所」に関するロシア語の投稿が増加し、この主題に関する英語の投稿を上回ったと評価した。サイバーセキュリティ・脅威インテリジェンス企業のPyrra Technologiesによると、ウクライナの生物研究所について初めて言及されたのは、オルトテックの極右ソーシャルネットワークGabへの2月14日（侵攻開始10日前）の投稿だという。 

## 陰謀論の拡散と反響
ジャーナリストのジャスティン・リンによると、ウクライナの生物兵器の作り話は「非主流派QアノンチャンネルからFox Newsとドナルド・トランプ・ジュニアに」直接広まった。フォックス・ニュースのコメンテーターであるタッカー・カールソンは、米国は「致命的な病原体の作成に資金を提供している」と主張し、ワシントンがヨーロッパで生物兵器プログラムを運営していると非難するロシアと中国政府のスポークスマンによる声明を放送した。カールソンは、2022年3月10日のグレン・グリーンウォルドとのエピソードを含む、いくつかのエピソードでこの物語の話を続けた。
同月、マザー・ジョーンズが報じたように、ロシア政府は、カールソンのクリップ映像を「可能な限り」使用することが「不可欠」であるとのメモを、国に好意的なメディアに送った。マザー・ジョーンズはさらに、カールソンはロシア政府がこのように採用した唯一の西側メディア評論家であると述べた。
ニューズウィークは、ハワイ州の元連邦下院議員のトゥルシー・ギャバードが、ウクライナで「米国が資金提供した生物研究所」が「致命的な病原体」の研究を行っているという考えを支持したとして、批評家から「ロシアの資産」と呼ばれていたと報じた。ギャバードはウクライナが米軍の支援を受けて生物兵器を開発しているという主張を繰り返さなかったが、...イリノイ州の共和党議員アダム・キンジンガーや、ミット・ロムニーを含む批評家と共に、多くの人々がギャバードのツイートを、ロシアが広めている虚偽を反映しているように見えると批判した。ギャバードはまた、フォックス・ニュースに出演し、タッカー・カールソンとその主張について議論し、そのクリップ映像がロシア国営テレビで放映された。ギャバードは後に、ウクライナに生物兵器があるとは信じていないとのコメントを表明したが、活発な戦争地帯で病原体を研究しているとされる研究所がロシアによって損害を受ける可能性があると述べた。
ブルッキングス研究所のデータセットは、右派の政治ポッドキャストグループが 3月8日から 18日までの間、「ウクライナの生物兵器研究所」の作り話をどのように宣伝していたかを追跡し、最も宣伝が多かったのがスティーブン・バノンとチャーリー・カークで、各々の5つのエピソードでこの物語を支持していた。以前の新型コロナウイルスの陰謀論は頻繁に蒸し返され、アンソニー・ファウチが50回以上言及されており、さまざまな根拠のない告発があった。ブルッキングス研究所によると、ポッドキャストのメディアは、主張を押し返したりファクトチェックを行うリスナー向けの組み込みメカニズムがないため、「ソーシャル」メディアよりも潜在的に速く偽情報を広めるのに役立ったという。
デジタルヘイト対抗センター（CCDH）の調査では、Facebookは、陰謀論を広める外部記事をシェアする投稿の80%に虚偽または誤解を招くものとラベル付けをすることができていなかった。調査対象は2月24日～3月14日の投稿。 Facebookの広報担当者は、この研究は「我々の取り組みの規模と範囲を誤って伝えている」と述べた。

## 以前の陰謀論とのつながり
政治学者のトーマス・リッドは、歴史的先例に基づくとこれはクレムリンが「彼らが実際に行っていることの反対側を非難している」ケースである可能性があると示唆している。1980年代にソ連がラオスとアフガニスタンに化学兵器を配備した際、ソ連と提携するマスコミは、CIAが蚊を兵器化しているとの偽情報を公開した。HIV/エイズを米国の責任にする虚偽のソ連のレポートは、一般に「オペレーション・インフェクション」と呼ばれ、当時のソ連の活動から注意をそらすことも目的としていた。さらに、リッドは、右翼がウクライナの生物研究所の陰謀論を採用したのは、新型コロナウイルス研究所の漏洩論の影響を受けている可能性があると述べた。 
ロシア政府は、旧ソ連共和国の普通の生物学研究所に関する陰謀論を扇動してきた歴史があり、過去にジョージアとカザフスタンに関するプロパガンダを最近のウクライナに対する告発と同様に広めていた。たとえば、ロシア政府は、新型コロナウイルスのパンデミックとの闘いに取り組んでいたジョージアの公衆衛生施設「ルガー研究センター」に対して虚偽の告発を行った。研究所は、旧ソ連の各共和国に残された大量破壊兵器(核、化学、生物) の脅威を削減し、拡散を防止するために立ち上げられたナン・ルガー協力的脅威削減計画以来、国際的なパートナーシップによって広く観察されてきた。脅威の削減が完了した際、新たに独立した各国が所有する研究施設は、新たな伝染病の監視と防止を含む公衆衛生研究の任務を開始した。国防総省は、生物学的脅威を減らすための国際協定の継続の一環として、「2005年以来、ウクライナ保健省に公衆衛生研究所を改善するための技術的支援」を提供しているが、公衆衛生施設を管理したり人員を提供したりしていない。